# Adlershof
Adlershof, Berlin-Adlershof – dzielnica (Ortsteil) Berlina w okręgu administracyjnym Treptow-Köpenick. Od 1 października 1920 w granicach miasta.